# Урал (минен заградител)
Вижте пояснителната страница за други значения на Урал.
Урал – втория по големина минен заградител на Балтийския флот от периода на Втората световна война. Построен в Ленинград в 1928 г.
Първоначално това е товаро-пътническия кораб „Феликс Дзержинский“, тип „Алексей Рыков“ (общо са построени шест кораба). Заложен е на 29.08.1926 г. на Северната корабостроителница в Ленинград (завод №190). Спуснат е на вода на 15.08.1928 г., влиза в строй на 13.09.1929 г. На 10.11.1939 г. е приет в състава на военния флот, а на 22.10.1940 г. след въоръжаване и преоборудване в минен заградител е зачислен в състава на Балтийския флот.
В началото на войната участва в много минно-заградителни операции, в евакуацията на гарнизона на Ханко. От 1942 г. „Урал“ се използва като плаваща база, а след войната става учебен кораб до края на службата му до края на 50-те години.
Водоизместимост пълна: 5560 t; Мощност на дизеловите двигатели 2200 к.с. Скорост: 12 възела. Размери: Дължина: 104 m, ширина 14,6 m, газене: 5,8 m. Бордови номера 288 и 88.
Въоръжение: четири 100 mm оръдия; четири 45 mm зенитки; две 12,7 mm картечници; 264 мини;
Команден състав: Капитан 1-ви ранг Н. И. Мещерский; Капитан 2-ри ранг И. Г. Карпов. Мичман А. Г. Родин